# Vattenfall Cyclassics 2010
La Vattenfall Cyclassics 2010 se disputó el domingo 15 de agosto de dicho año. Tuvo un trazado de 216,6 km que con salida y meta en la ciudad alemana de Hamburgo. 
La carrera formó parte del UCI ProTour 2010. 
El ganador final fue, por segundo año consecutivo, Tyler Farrar tras imponerse al sprint a Edvald Boasson Hagen y André Greipel, respectivamente.

## Equipos participantes
Tomaron parte en la carrera 21 equipos: UCI ProTour (al ser obligada su participación); más 3 de categoría Profesional Continental mediante invitación de la organización (BMC Racing Team, Vacansoleil Pro Cycling Team y Skil-Shimano). Formando así un pelotón de 168 ciclistas, con 8 corredores cada equipo, de los que acabaron 133. Los equipos participantes fueron:
| - Garmin-Slipstream - Team Saxo Bank - Team Milram - Astana - Team Katusha - Liquigas-Doimo - OmegaPharma-Lotto | - Rabobank - Team HTC-Columbia - Team RadioShack - Caisse d'Epargne - Lampre-NGC - Euskaltel-Euskadi - Quick Step | - Sky Professional Cycling Team - Ag2r-La Mondiale - Française des Jeux - Footon-Servetto - Vacansoleil Pro Cycling Team - BMC Racing Team - Skil-Shimano |

## Clasificación final
| \| Posición \| Ciclista \| Equipo \| Tiempo \| \| -------- \| -------------------- \| ----------------- \| ---------- \| \| 1. \| Tyler Farrar \| Garmin Slipstream \| 5h 02' 36" \| \| 2. \| Edvald Boasson Hagen \| Sky \| m.t. \| \| 3. \| André Greipel \| HTC-Columbia \| m.t. \| \| 4. \| Alexander Kristoff \| BMC Racing \| m.t. \| \| 5. \| Allan Davis \| Astana \| m.t. \| \| 6. \| Daniele Bennati \| Liquigas-Doimo \| m.t. \| \| 7. \| Tom Leezer \| Rabobank \| m.t. \| \| 8. \| Enrique Mata \| Footon-Servetto \| m.t. \| \| 9. \| Sébastien Hinault \| Ag2r-La Mondiale \| m.t. \| \| 10. \| Marco Marcato \| Vacansoleil \| m.t. \| |                      |                   |            |
| Posición | Ciclista             | Equipo            | Tiempo     |
| 1. | Tyler Farrar         | Garmin Slipstream | 5h 02' 36" |
| 2. | Edvald Boasson Hagen | Sky               | m.t.       |
| 3. | André Greipel        | HTC-Columbia      | m.t.       |
| 4. | Alexander Kristoff   | BMC Racing        | m.t.       |
| 5. | Allan Davis          | Astana            | m.t.       |
| 6. | Daniele Bennati      | Liquigas-Doimo    | m.t.       |
| 7. | Tom Leezer           | Rabobank          | m.t.       |
| 8. | Enrique Mata         | Footon-Servetto   | m.t.       |
| 9. | Sébastien Hinault    | Ag2r-La Mondiale  | m.t.       |
| 10. | Marco Marcato        | Vacansoleil       | m.t.       |

## Lista de Participantes
| Garmin-Transitions | Team Saxo Bank | Team Milram |
| - 01. Tyler Farrar - 02. Jack Bobridge - 03. Julian Dean - 04. Murilo Fischer - 05. Michel Kreder - 06. Martijn Maaskant - 07. Svein Tuft - 08. Matthew Wilson                        | - 11. Matti Breschel - 12. Fränk Schleck - 13. Dominic Klemme - 14. Fabian Cancellara - 15. Lucas Sebastian Haedo - 16. Jens Voigt - 17. Juan José Haedo - 18. Stuart O'Grady         | - 21. Gerald Ciolek - 22. Markus Fothen - 23. Linus Gerdemann - 24. Christian Knees - 25. Luke Roberts - 26. Paul Voss - 27. Fabian Wegmann - 28. Peter Wrolich                           |
| Team Astana | Team Katusha | Liquigas |
| - 31. Allan Davis - 32. Scott Davis - 33. Valeriy Dmitriyev - 34. Enrico Gasparotto - 35. Valentin Iglinskiy - 36. Maxim Gourov - 37. Serguéi Renev - 38. Mirko Selvaggi              | - 41. Pavel Brutt - 42. Denis Galimzyanov - 43. Robbie McEwen - 44. Serguéi Ivanov - 45. Danilo Napolitano - 46. Filippo Pozzato - 47. Nikolay Trusov - 48. Stijn Vandenbergh         | - 51. Daniele Bennati - 52. Francesco Chicchi - 53. Jacopo Guarnieri - 54. Kristjan Koren - 55. Daniel Oss - 56. Peter Sagan - 57. Elia Viviani - 58. Frederik Willems                    |
| Omega Pharma-Lotto | Rabobank | Team HTC-Columbia |
| - 61. Mario Aerts - 62. Francis De Greef - 63. Philippe Gilbert - 64. Sebastian Lang - 65. Matthew Lloyd - 66. Gerben Löwik - 67. Mickaël Delage - 68. Jürgen Roelandts               | - 71. Lars Boom - 72. Graeme Brown - 73. Grischa Niermann - 74. Tom Leezer - 75. Nick Nuyens - 76. Bram Tankink - 77. Maarten Tjallingii - 78. Joost Posthuma                         | - 81. Michael Albasini - 82. Lars Ytting Bak - 83. Gert Dockx - 84. Matthew Harley Goss - 85. André Greipel - 86. Marcel Sieberg - 87. Martin Velits - 88. Peter Velits                   |
| Team RadioShack | Caisse d'Epargne | Lampre |
| - 91. Sam Bewley - 92. Matthew Busche - 93. Daryl Impey - 94. Jason McCartney - 95. Grégory Rast - 96. Bjorn Selander - 97. Gert Steegmans - 98. Tomas Vaitkus                        | - 101. Andrey Amador - 102. Vasil Kiryienka - 103. Pablo Lastras - 104. Alberto Losada - 105. Ángel Madrazo - 106. José Joaquín Rojas - 107. Juan Mauricio Soler - 108. Xabier Zandio | - 111. Alessandro Petacchi - 112. Danilo Hondo - 113. Angelo Furlan - 114. Vitaliy Buts - 115. Mauro Da Dalto - 116. Matteo Bono - 117. Mirco Lorenzetto - 118. David Loosli              |
| Euskaltel-Euskadi | Quick Step | Team Sky |
| - 121. Mikel Nieve - 122. Igor Antón - 123. Koldo Fernández - 124. Iñaki Isasi - 125. Samuel Sánchez - 126. Aitor Hernández - 127. Rubén Pérez - 128. Alan Pérez                      | - 131. Kevin Hulsmans - 132. Davide Malacarne - 133. Andreas Stauff - 134. Matteo Tosatto - 135. Kevin Van Impe - 136. Marco Velo - 137. Wouter Weylandt - 138. Maarten Wynants       | - 141. Kurt-Asle Arvesen - 142. Juan Antonio Flecha - 143. Edvald Boasson Hagen - 144. Mathew Hayman - 145. Greg Henderson - 146. Ian Stannard - 147. Christopher Sutton - 148. Ben Swift |
| Ag2r La Mondiale | Française des Jeux | Footon-Servetto |
| - 151. Martin Elmiger - 152. Kristof Goddaert - 153. Sébastien Hinault - 154. Yuriy Krivtsov - 155. René Mandri - 156. Lloyd Mondory - 157. Alexander Efimkin - 158. Gatis Smukulis   | - 161. Mikaël Cherel - 162. Gianni Meersman - 163. Frédéric Guesdon - 164. Anthony Geslin - 165. Matthieu Ladagnous - 166. Yoann Offredo - 167. Jérémy Roy - 168. Wesley Sulzberger   | - 171. Félix Vidal Celis - 172. Manuel Cardoso - 173. Markus Eibegger - 174. Fabio Felline - 175. Enrique Mata - 176. Michele Merlo - 177. Martin Pedersen - 178. David Vitoria           |
| BMC Racing Team | Vacansoleil | Skil Shimano |
| - 181. Alessandro Ballan - 182. Marcus Burghardt - 183. Alexander Kristoff - 184. John Murphy - 185. Mauro Santambrogio - 186. Florian Stalder - 187. Danilo Wyss - 188. Simon Zahner | - 191. Borut Božič - 192. Michał Gołaś - 193. Serguéi Lagutín - 194. Björn Leukemans - 195. Marco Marcato - 196. Alberto Ongarato - 197. Jens Mouris - 198. Frederik Veuchelen        | - 201. Mitchell Docker - 202. Koen De Kort - 203. David Deroo - 204. Floris Goesinnen - 205. Roy Curvers - 206. Tom Veelers - 207. Simon Geschke - 208. Robin Chaigneau                   |